# Jakub de Baux
Jakub de Baux, fr. Jacques des Baux (ur. ?, zm. 7 lipca 1383) – książę Andrii, książę Tarentu i ostatni tytularny cesarz łaciński Konstantynopola w latach 1374–1383, książę Achai w latach 1382–1383.
Jakub był synem Franciszka de Baux (zm. 1353), księcia Andrii, i jego żony Małgorzaty z Tarentu (ok. 1325–1380), córki księcia Filipa I z Tarentu i cesarzowej Katarzyny II de Valois. Małgorzata była siostrą Roberta i Filipa II, którzy kolejno panowali jednocześnie w Tarencie, Achai i Konstantynopolu (w tym ostatnim jako Robert II i Filip III).
Jakub został tytularnym cesarzem po bezdzietnej śmierci swojego wuja – Filipa II. Księstwo Achai trafiło w ręce królowej Neapolu – Joanny po tym, jak Filip II zrzekł się go. Jakub w 1380 odzyskał część kontroli nad księstwem, ale panował w nim dopiero po zamordowaniu Joanny przez Karola III z Durazzo w roku 1382 do swojej śmierci w roku 1383. Aby przywrócić swoje dziedzictwo w Grecji Jakub zatrudnił wojska z Nawarry, i po jego śmierci one na krótko przejęły władzę w Achai.
W 1382 Jakub ożenił się Agnieszką z Durazzo, córką Karola, księcia Durazzo i Marii z Kalabrii, siostry królowej Joanny I. Agnieszka była wdową po Cansignorio della Scala (zm. 1375), panu Werony. Małżeństwo pozostało bezdzietne, oboje małżonkowie zmarli w tym samym roku, 1383. 
Jakub przekazał tytuł cesarza Ludwikowi Andegaweńskiemu, który był następcą tronu królestwa Neapolu, jednak Ludwik i jego następcy nie posługiwali się już tym tytułem.

## Herby
| księstwa Tarentu | księstwa Achai | Cesarstwa Łacińskiego |